# Сигнал-Хилл (Калифорния)
Сигнал-Хилл (англ. Signal Hill) — небольшой город в Калифорнии, округ Лос-Анджелес, США. По данным Департамента финансов Калифорнии, в 2009 году его население составляло 11 430 человек, по переписи 2000 года в городе было 9333 человека и 2096 семей. Некогда, перед прекращением своей деятельности, здесь располагала свою штаб-квартиру компания Jet America Airlines.